# Trece verdades (álbum de India Martínez)
Trece verdades es el tercer álbum de estudio de la cantante India Martínez. Un álbum que salió a la venta el 28 de noviembre de 2011, y este tercer álbum de los tres que lleva es el más exitoso de la carrera de la cantante , convirtiéndolo en número 2 a él, y fue todo un éxito Vencer al amor como primer sencillo y como segundo sencillo también fue un éxito 90 minutos compuesto por su amiga Vanesa Martín

## Canciones del disco
1. Luna nueva - 3:55
2. Vencer al amor - 4:41
3. Manuela - 4:40
4. Voces del viento - 4:06
5. 90 minutos - 3:21
6. Seré - 3:40
7. Mil lágrimas y un lienzo - 3:56
8. Khedni Maak - 4:45
9. Que más da - 3:50
10. Te voy a amar - 4:31
11. Sueño con la marea - 5:12
12. Nombres - 4:14
13. Sólo tu - 4:50

- Datos: Q42906339

## Posicionamiento

### Semanales
| País/Continente | Ranking         | Primera semana | Posición de ingreso | Mejor posición | Semanas en la mejor posición | Semanas en el ranking | Última semana |
| --------------- | --------------- | -------------- | ------------------- | -------------- | ---------------------------- | --------------------- | ------------- |
| Europa          |                 |                |                     |                |                              |                       |               |
| España          | Top 100 álbumes | 02/10/11       | 9                   | 8              | 2                            | 87                    | 24/03/13      |

- Datos: Q42906339